# العصبة الحضرمية
العصبة الحضرمية هي حركة حقوقية تشكلت من عدة منظمات وتكتلات حضرمية في العام 2012م، على راسها المنظمة الوطنية لتحرير حضرموت (حتوم) التي تأسست 2003م و جبهة إنقاذ حضرموت 2011م وتجمع أبناء حضرموت والتجمع الوطني الحضرمي وتكتل شباب حضرموت وتكتل صحوة حضرموت في محافظة حضرموت على يد عبد الله سعيد باحاج وصالح بن عبدالله باسويد. تدعوا العصبة إلى تقرير المصير لسكان حضرموت في الداخل والخارج وحقوق الشعب الحضرمي المشروعة بموجب القوانين الدولية وعلى رأسها حقه في تقرير مصيره واستعادة دولته المستقلة”، معتبرة أن حضرموت دولة مستقلة تعرضت لاحتلالين الأول في عام 1967 من قبل اليمن الجنوبي، والثاني في عام 1990 بعد الوحدة بين دولتي ليمن الشمالي والجنوبي، وتنظر إليه العصبة الحضرمية بأنه “احتلال يمني”.
العصبة الحضرمية ترى أن الدولة السابقة في الجنوب “دولة محتلة وغاصبة لهوية وأراضي حضرموت الممتدة من حدود عُمان إلى شرق بيحان وأبين، ومن سقطرى إلى حدود السعودية، فيما ترى أن دولة الوحدة التي تم الإعلان عنها العام 1990 “دولة محتلة لأنها نشأت على أنقاض دولتين محتلتين، وأن شعب حضرموت هم من كانوا عائشين على أراضيها قبل 67 وكذلك المهاجرين الحضارم المرتبطين بهم”.